# 今村文彦
今村 文彦（いまむら ふみひこ、1961年 - ）は、日本の土木工学者。復興庁復興推進委員会委員長、土木学会理事・副会長、東北大学副学長。
研究分野は津波工学であり、日本自然災害学会会長(2008 - 2011)や東北大学災害科学国際研究所所長(2014 - 2023)を歴任。

## 人物
山梨県出身。1983年に発生した日本海中部地震をきっかけに津波防災研究に進んだ。
2012年から東北大学災害科学国際研究所教授。2025年現在、災害評価・低減研究部門津波工学研究分野に所属し、津波防災に関わる津波の流体波動数値計算をはじめ、歴史地震津波痕跡調査、避難シミュレーション、認知心理学（避難時の記憶と人間行動を分析）などについて研究。
2018年12月に行われた福島第一原子力発電所事故の群馬訴訟控訴審では東京電力側証人として出廷し、「土木学会手法 (2002)は福島沖で将来津波が起きるかどうか、詳細な検討はしていない」と証言した。

## 略歴
- 1980年3月 山梨県立甲府第一高等学校卒業
- 1984年3月 東北大学工学部土木工学科卒業[7]
- 1989年
  - 3月 東北大学大学院工学研究科博士後期課程修了[8]
  - 4月 東北大学助手
- 1992年12月 東北大学工学部助教授（～2000年7月）
- 1993年8月 アジア工科大学院土木工学部助教授（～1995年8月）
- 1997年6月 京都大学防災研究所客員助教授（～2000年7月）
- 2000年4月 海洋科学技術センター客員研究員（～2001年3月）
- 2000年8月 東北大学大学院工学研究科教授（～2012年3月)
- 2008年4月 日本自然災害学会会長（～2011年4月）
- 2012年4月 東北大学災害科学国際研究所教授
- 2014年4月 東北大学災害科学国際研究所 第2代所長（～2023年3月）[9]
- 2019年8月 3.11伝承ロード推進機構代表理事
- 2020年4月
  - 東北大学総長補佐（～2023年3月）
  - 関西大学社会安全学部客員教授（～2023年3月）
- 2020年6月 内閣府総合海洋政策本部参与
- 2023年3月
  - 復興庁復興推進委員会委員長
  - 内閣府南海トラフ巨大地震対策検討ワーキンググループ座長代理
- 2023年4月
  - 東北大学グリーン未来創造機構副機構長
  - 中央大学客員研究員
- 2023年6月 土木学会理事・副会長（企画、国際担当）[10]
- 2023年7月 国土交通省国立研究開発法人審議会委員
- 2025年4月
  - 東北大学副学長[1]
  - 東京大学包摂型グローカル未来社会寄付講座客員教授

## 受賞歴
- 2013年9月 - 防災功労者防災担当大臣表彰
- 2014年3月 - NHK放送文化賞
- 2015年4月 - 科学技術分野の文部科学大臣表彰科学技術賞（科学技術振興部門）
- 2015年6月 - 国土地理院功労者表彰
- 2016年9月 - 防災功労者内閣総理大臣表彰
- 2020年11月 - 濱口梧陵国際賞（国土交通大臣賞）
- 2021年4月 - 科学技術分野の文部科学大臣表彰科学技術賞（科学技術振興部門）
- 2023年12月 - 第2回村上處直記念災害研究賞

## 主要書籍
- 首藤伸夫、今村文彦、越村俊一、佐竹健治、松冨英夫「津波の事典 (PDF) 」2007/11 朝倉書店 ISBN 978-4254160505

## 主要論文
- 根本信、横田崇、高瀬嗣郎、今村文彦「2011年東北地方太平洋沖震の津波断層モデルの再検討 －津波関連観測データをフル活用した推定－」『日本地震工学会論文集』19巻 2号 2019年 p.2_25-2_41, doi:10.5610/jaee.19.2_25
- 阿部郁男、Anawat SUPPASRI, Kwanchai PAKOKSUNG, 今村文彦「2018年スラウェシ島地震によるパル湾西部でのビデオ映像を用いた津波発生状況の分析」『土木学会論文集B2(海岸工学)』75巻 2号 2019年 p.I_337-I_342, doi:10.2208/kaigan.75.I_337
- 馬場亮太、佐藤翔輔、今村文彦「津波被災後の沿岸観光地における来訪者の津波に対する意識・備え」『土木学会論文集B2(海岸工学)』75巻 2号 2019年 p.I_1399-I_1404, doi:10.2208/kaigan.75.I_1399
- 山下啓、菅原大助、門廻充侍、有川太郎、高橋智幸、今村文彦「高知県における最大クラスの津波による地形変化と潜在的影響の評価」『土木学会論文集B2（海岸工学）』75巻 2号 2019年 p.I_685-I_690, doi:10.2208/kaigan.75.I_685
- 新家杏奈、佐藤翔輔、今村文彦「東日本大震災の津波避難行動へ影響を与えた要因に関する分析」『地域安全学会論文集』34巻 2019年 pp.1-10, doi:10.11314/jisss.34.1
- 有川太郎, 池辺将光, 山田文則、下迫健一郎、今村文彦「護岸・陸上構造物に対する津波力の大規模実験」『海岸工学論文集』52巻 2005年 pp.746-750, doi:10.2208/proce1989.52.746
- 有川太郎、大坪大輔、中野史丈、下迫健一郎、高橋重雄、今村文彦、松冨英夫「遡上津波力に関する大規模実験」『海岸工学論文集』53巻 2006年 pp.796-800, doi:10.2208/proce1989.53.796
- 今村文彦、後藤智明、首藤伸夫「直線状海岸における多成分潮流の計算」『海岸工学講演会論文集』32巻 1985年 pp.757-761, doi:10.2208/proce1970.32.757
- 石田祐介、今中剛、今村文彦「三陸沖での新しい監視方法による津波情報提供の可能性」『海岸工学論文集』45巻 1998年 pp.386-390, doi:10.2208/proce1989.45.386
- 岩渕洋子、今村文彦、越村俊一「1964年新潟地震津波にみる港湾域での複合災害の実態と今後の課題」『海岸工学論文集』53巻 2006年 pp.1326-1330, doi:10.2208/proce1989.53.1326
- 藤原治、後藤和久、平川一臣、池原研、今村文彦「古地震・津波情報の地震・津波防災への活用」『第四紀研究』46巻 6号 2007年 pp.445-450, doi:10.4116/jaqua.46.445
- 前野深、今村文彦「A50 水より軽い火砕物密度流により津波は発生するか?(火山の物質科学(4),日本火山学会2008年秋季大会)」『日本火山学会講演予稿集』2008年 2008巻 セッションID:A50, p.50-, doi:10.18940/vsj.2008.0_50
- 宗本金吾、越村俊一、今村文彦「千島海溝で発生する津波の後続波の特性に関する研究」『海岸工学論文集』2008年 55巻、pp.296-300, doi:10.2208/proce1989.55.296
- 西畑剛、後藤和久、田島芳満、高橋智幸、今村文彦「自然海岸における津波による土砂移動調査」『海岸工学論文集年 55巻 2008年 pp.446-450, doi:10.2208/proce1989.55.446
- 松原隆之、関島正浩、神田典昭、今村文彦「山体崩壊等に伴う津波の発生過程に関する実験的研究」『土木学会論文集B2(海岸工学)』67巻 2号 2011年 p.I_191-I_195, doi:10.2208/kaigan.67.I_191
- 今村文彦「東日本大震災の被害実態と教訓」『日本消化器内視鏡学会雑誌』 55巻 Supplement2号 2013年 p.2547, doi:10.11280/gee.55.2547
- 野路正浩、今村文彦、首藤伸夫「津波石移動計算法の開発」『海岸工学論文集』40巻 1993年 pp.176-180, doi:10.2208/proce1989.40.176
- 今村文彦、首藤伸夫、岡田正実、永井孝志「海底津波計による1990年マリアナ地震津波の観測及びその解析」『海岸工学論文集』38巻 1991年 pp.166-170, doi:10.2208/proce1989.38.166
- 今村文彦、首藤伸夫、後藤智明「遠地津波の数値計算に関する研究 その2太平洋を伝播する津波の挙動」『地震 第2輯』43巻 3号 1990年 pp.389-402, doi:10.4294/zisin1948.43.3_389
- 今村文彦、西山英彰「拡張フラクタル次元を用いた海岸線形状の解析」『海岸工学論文集』37巻 1990年 pp.299-303, doi:10.2208/proce1989.37.299
- 永野修美、今村文彦、首藤伸夫「数値計算による沿岸域でのチリ津波の再現性」『海岸工学論文集』36巻 1989年 pp.183-187, doi:10.2208/proce1989.36.183
- 後藤智明、今村文彦、首藤伸夫「遠地津波の数値計算に関する研究 その1 支配方程式と差分格子間隔」『地震 第2輯』41巻 4号 1988年 pp.515-526, doi:10.4294/zisin1948.41.4_515
- 首藤伸夫、後藤智明、今村文彦「津波予警報に対する数値シミュレーションの利用」『土木学会論文集』1988巻 393号 1988年 pp.181-189, doi:10.2208/jscej.1988.393_181
- 佐山順二、今村文彦、後藤智明、首藤伸夫「外海域における津波の高精度計算法に関する検討」『海岸工学講演会論文集』34巻 1987年 pp.177-181, doi:10.2208/proce1970.34.177
- 今村文彦、永野修美、後藤智明、首藤伸夫「1960年チリ沖津波に対する外洋伝播計算」『海岸工学講演会論文集』34巻 1987年 pp.172-176, doi:10.2208/proce1970.34.172
- 今村文彦、後藤智明、首藤伸夫「1964年アラスカ津波の外洋伝播計算」『海岸工学講演会論文集』33巻 1986年 pp.209-213, doi:10.2208/proce1970.33.209
- 今村文彦「巨大津波の来襲と避難行動」『日本地質学会学術大会講演要旨』2013年 2013巻 第120年学術大会（2013仙台）、セッションID:S1-O-2, p.002-, doi:10.14863/geosocabst.2013.0_002
- 阿部郁男、今村文彦「地殻変動即時推定と津波浸水予測データベースの併用による高精度津波浸水予測の検討」『土木学会論文集B2（海岸工学）』71巻 2号、2015年 p.I_1705-I_1710, doi:10.2208/kaigan.71.I_1705
- 今村文彦、後藤大地、鴫原良典、喜多村雄一、松原隆之、高岡一章、伴一彦「土砂突入による津波発生機構に関する基礎検討」『海岸工学論文集』48巻 2001年 pp.321-325, doi:10.2208/proce1989.48.321
- 今井健太郎、今村文彦、岩間俊二「市街地における実用的な津波氾濫解析手法の提案」『土木学会論文集B2（海岸工学）』69巻 2号 2013年 p.I_311-I_315, doi:10.2208/kaigan.69.I_311
- 今井健太郎、原田賢治、渡辺修、江刺拓司、島貫直樹、八木智義、今村文彦「実地形における海岸林を利用した津波減勢策 －仙台湾岩沼・名取海岸を例として－」『土木学会論文集B2（海岸工学）』65巻 1号 2009年 pp.326-330, doi:10.2208/kaigan.65.326
- 今村文彦、後藤智明「差分法による津波数値計算の打ち切り誤差」『土木学会論文集』1986巻 375号 1986年 pp.241-250, doi:10.2208/jscej.1986.375_241
- 小谷美佐、今村文彦、首籐伸夫「GISを利用した津波遡上計算と被害推定法」『海岸工学論文集, 1998, 45巻、pp.356-360, doi:10.2208/proce1989.45.356
- 菅原大助、今村文彦、松本秀明「地質学的データを用いた西暦869年貞観地震津波の復元について」『自然災害科学』第29巻第4号、日本自然災害学会、2011年、501-516頁、ISSN 02866021、NAID 40019006599。
- 菅原大助、箕浦幸治、今村文彦「西暦869年貞観津波による堆積作用とその数値復元」『津波工学研究報告』第18号、東北大学、2001年3月、1-10頁、ISSN 09167099、NAID 110000554370。
- 早川哲史、今村文彦「津波発生時における避難行動開始モデルの提案とその適用」『自然災害科学』第21巻第1号、日本自然災害学会、2002年5月、51-66頁、ISSN 02866021、NAID 10009715774。
- 鈴木介、今村文彦「住民意識・行動を考慮した津波避難シミュレーションモデル」『自然災害科学』第23巻第4号、日本自然災害学会、2005年2月、521-538頁、ISSN 02866021、NAID 110002949750。